# ペタレ
ペタレ (ペタレく、スペイン語 Parroquia Petare) は、ベネズエラのカラカスにある区で、ミランダ州スクレ市の市庁所在地である。スペイン植民地時代にブエンヘススデペタレという名の町として作られた。後にスクレ郡のペタレ市となり、さらにスクレ市のペタレ区になった。

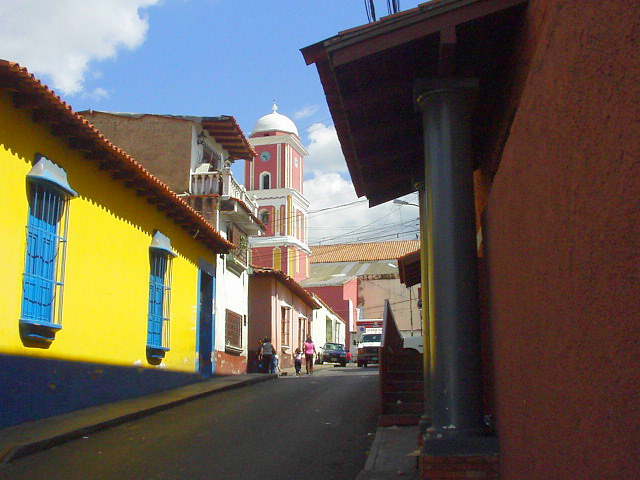
ペタレ中心部の街路（2004年8月）

## 地理
歴史的変遷により、ペタレが指す範囲は広狭二様にわたる。狭い意味でのペタレはカウリマレ川がグアイレ川に合流する所にある高台の一地区で、町の発祥の地である。スクレ広場を中心に、広場に面して市役所と教会があり、古い町並みが残る。
ペタレ区はそれより広く、カラカス市街の東部をなす。西にはレオンシオマルティネス区とカンブリ沢、グアイレ川で接する。西南にはバルタ市とエルカフェタル大通りで接し、南にはエルアティジョ市とラグアイリタ沢とグアイレ川で接する。北にはコスタ山脈（カリベ山脈）をへだててバルガス州バルガス市に接する。
区の大部分はカラカス盆地の東端部とその縁辺の丘陵地にあたり、どちらも住宅地になっている。北部は高く聳えるアビラ山で、その自然はエルアビラ国立公園として保護されている。西から東にグアイレ川が流れ来て、先述の狭義のペタレをすぎてから南に向きを変える。盆地をすぎて山あいを流れるグアイレ川は、川のそばまで建てられた住宅にしばしば水害をもたらす。
合併前のペタレ市は、現在のスクレ市からレオンシオマルティネス区を除いた広い地域だったが、現在この範囲をペタレということはほとんどない。

## 歴史
スペイン人の侵攻以前から、ペタレにはインディオの町（または村）があった。町の公式の設立日は1620年2月17日で、はじめヘスス村として創設され、後にブエンヘススデペタレ (Buen Jesus de Petare) と改称した。19世紀まではカラカス東郊の独立した町だったが、20世紀後半にカラカスの郊外都市として発展し、やがて拡大するカラカス市街の中にのみこまれた。

## 交通
カラカスの東端にあるので、カラカスから東に向かう自動車道はみなペタレ区を通過する。カラカス盆地を東西に走るフランシスコファハルド自動車道は、ペタレまで東に伸びて盆地の端に達し、北に向きをかえてアビラ山の麓に達する。盆地の北の端にそって東西に走るボジャカ通りという自動車道とその麓で合流する。この合流点付近がカラカス市外の北東端にあたり、そこからさらに東にはロムロベタンクール自動車道がのびて、グアレナス、グアティレ、サンタルシアといった東の町に連絡する。
一般道としては、カラカス東部でもっとも重要な大通りであるフランシスコデミランダ通りが狭義のペタレの高台の東を終点とする。
西から入るカラカス地下鉄一号線にラカリフォルニア駅、ペタレ駅、パロベルデ駅がある。パロベルデは一号線の東の終点である。

## 教育
サンタマリア大学とメトロポリタナ大学の二つの大学がある。

## 出身人物
- ルイス・ソーホー (野球選手)